# Gore-Tex

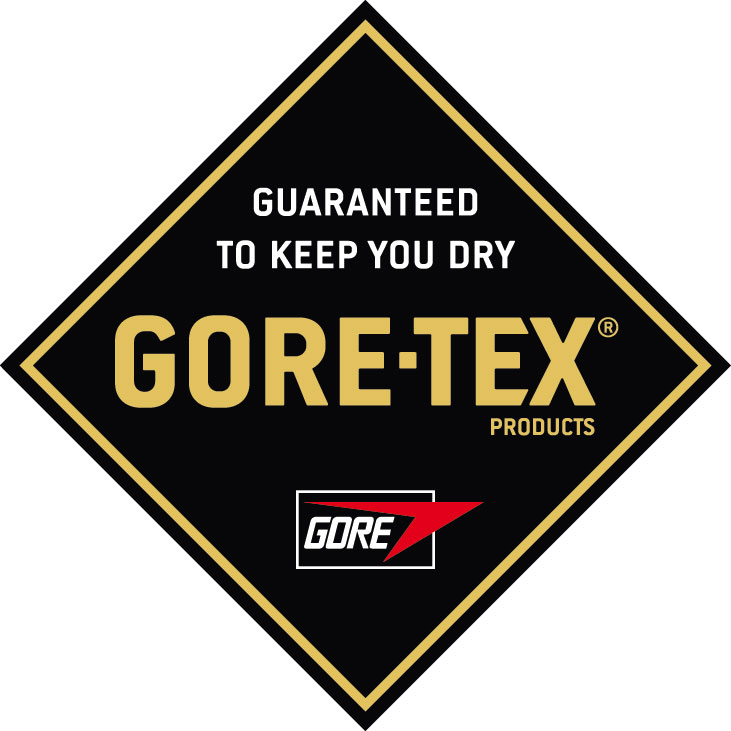
GORE-TEX-Logo

Gore-Tex ['go:ɐ̯tɛks] ist der Handelsname der W. L. Gore & Associates für eine mikroporöse Membran (Nässesperrmembran) aus gerecktem (expandiertem) Polytetrafluorethylen (ePTFE), die winddicht, wasserdicht, aber wasserdampfdurchlässig und damit atmungsaktiv ist, wobei der Atmungsaktivität bei großen Anstrengungen Grenzen gesetzt sind. Diese Membran hat ca. 1,3 Milliarden Poren/cm², deren Durchmesser ein 20.000stel eines Wassertropfens ist, aber etwa 770-mal so groß wie ein Wasserdampfmolekül. Dadurch bleibt Regenwasser draußen, aber Dampf kann entweichen. Wegen dieser Eigenschaftsmerkmale eignet sie sich für die Verarbeitung in Funktionstextilien wie Outdoor-, Sport-, Freizeit- und Arbeitsschutzkleidung.
Ähnliche Membranen sind Sympatex und Hipora.

## Herstellung der Membran
Nach Angaben der W. L. Gore & Associates entdeckte Robert W. Gore im Jahr 1969, dass PTFE bei einer rasch ausgeführten Reckung nicht zerstört wurde, sondern das gereckte (expandierte) ePTFE fest und hochporös war. Diese Entdeckung war der Ausgangspunkt für zahlreiche Produktentwicklungen des Unternehmens auf ePTFE-Basis.
Die Herstellung der Membran kann nur durch eine Pastenextrusion erfolgen. Dazu ist eine Mischung des PTFE-Granulats mit einem Schmier- oder Gleitmittel (beispielsweise hochsiedende aliphatische Kohlenwasserstoffe) notwendig. Durch Erhitzen bis höchstens 327 °C (Schmelzpunkt des PTFE) wird das Gleitmittel aus dem PTFE-Film entfernt. Anschließend wird der Film uni- oder biaxial gereckt, wodurch die mikroporöse Struktur entsteht.
Die grundlegenden Produkt- und Verfahrensentwicklungen für mikroporöse PTFE-Produkte durch den Erfinder Robert W. Gore wurden bei W. L. Gore & Associates in den US-Patenten 3953566 und 3962153 niedergelegt.

## Funktionsweise

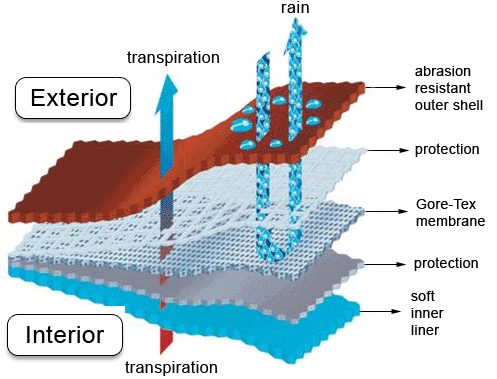
Schema von Gore-Tex für Outdoor-Bekleidung

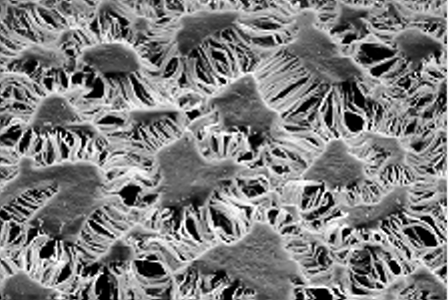
REM-Aufnahme von gestrecktem PTFE. Größe der Inseln ca. 10µm

Um die luftige, gitterartige Struktur zu schaffen, genügt eine kleine Menge des Polymers. ePTFE findet in der Gas- und Flüssigkeitsfiltration, der Dichtungstechnik sowie als medizinische Implantate Verwendung. Am bekanntesten sind die Gore-Tex-Funktionstextilien.
Wassertropfen sind 20.000-mal größer als die Poren in einer Gore-Tex-Membran. Deswegen ist die Membran dicht gegen flüssiges Wasser und Wind. Körperfeuchtigkeit wird jedoch als Wasserdampf durchgelassen. Gore-Tex-Textilien waren bei ihrer Markteinführung 1976 die ersten wasser- und winddichten Textilien, die dampfdurchlässig waren und den für die Temperaturregulierung des Körpers wichtigen Abtransport des verdunsteten Schweißes zuließen.
Bei einem Anwendungsbereich mit höheren Anforderungen hinsichtlich Haltbarkeit und Atmungsaktivität eignet sich Gore-Tex-XCR (extended comfort range), das im Jahre 2000 kommerziell eingeführt wurde. Im Gegensatz zu Gore-Tex Bekleidung kommen hier eine leistungsfähigere Membrantechnik sowie besonders haltbare Textilien zum Einsatz. Mittlerweile wurde XCR von Gore-Tex Pro Shell abgelöst.
Auch die Unterbekleidung muss die Membran unterstützen, indem sie ermöglicht, dass der Schweiß weitertransportiert wird, anstatt aufgesogen zu werden. Baumwolle ist nicht zu empfehlen, besser sind Kunstfasern oder feine Wolle wie Merino-Wolle.

## Herstellung der Laminate
Bei der Herstellung der mehrschichtigen Gore-Tex-Textillaminate wird die ePTFE-Membran mit Textilien, meist Polyester oder Polyamid, dauerhaft und flexibel verklebt („laminiert“). Diese Gore-Tex-Laminate werden zu Bekleidungsteilen verarbeitet. Die Nähte werden mit speziellen Schweißbändern abgedichtet. Gore-Tex-Laminate werden nur an zertifizierte Verarbeitungsbetriebe verkauft.

## Gore-Tex-Produkte und deren Pflege
Es werden fünf verschiedene Varianten zur Integration der Membran in das Gewebe angeboten. Bei der Gore-Tex Windstopper-Membran handelt es sich um eine winddichte Schicht, die im Gegensatz zu den folgenden Membranen nicht wasserdicht ist.

### Gore-Tex Performance Shell
Die Membran und der Oberstoff sind fest miteinander verbunden, das (meist Netz-) Futter hängt lose im Innern. Performance Shell zeichnet sich durch einen hohen Tragekomfort aus.

### Gore-Tex Paclite Shell
Statt eines Futters ist die Membran von innen mit einer atmungsaktiven Schutzschicht versehen. Dadurch ist Paclite sehr leicht und klein packbar, dafür ist der Stoff viel weniger abriebfest, wodurch er sich z. B. nicht für schwere Rucksäcke eignet.

### Gore-Tex Pro Shell

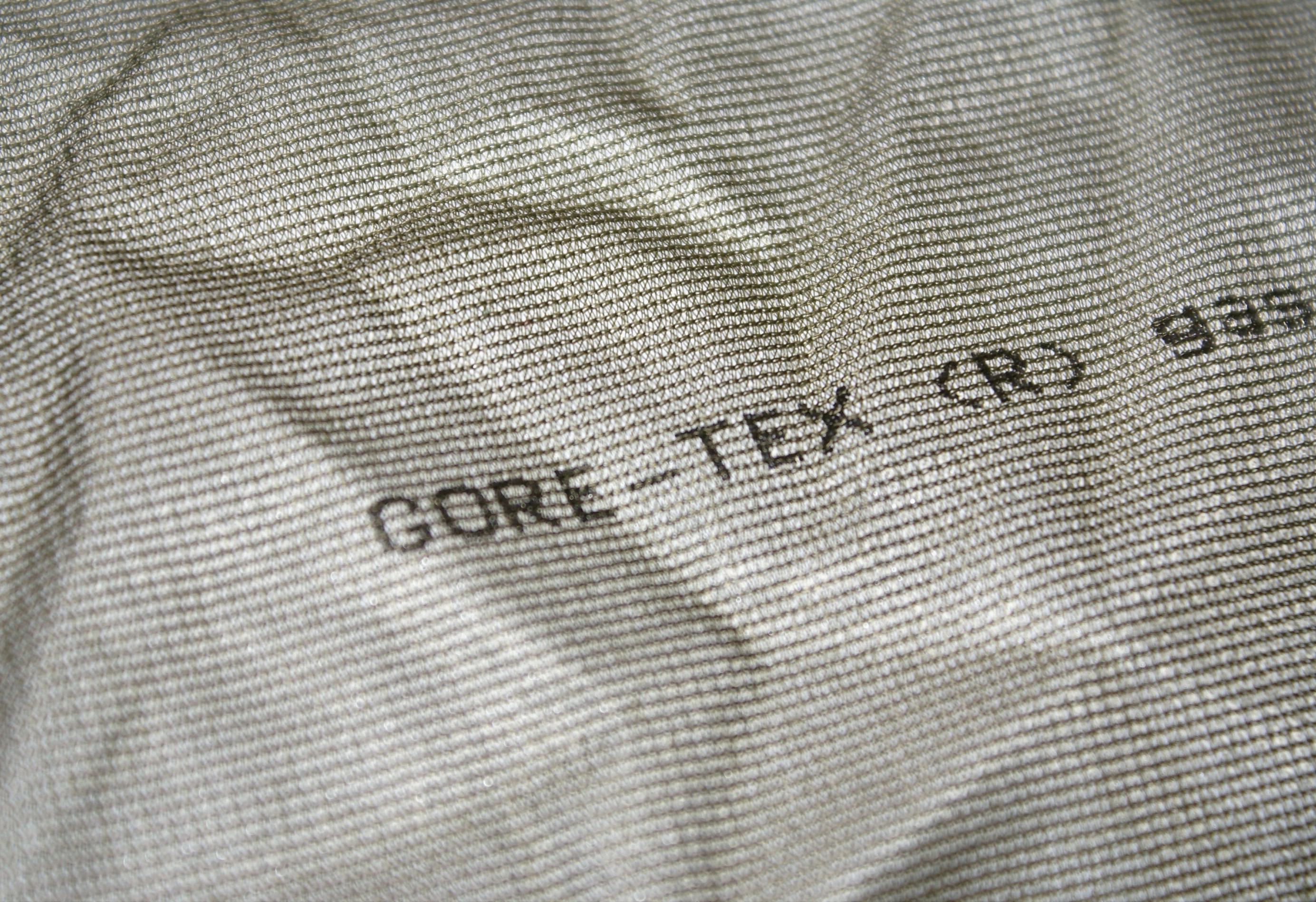
Unterseite einer Pro-Shell-Membran

Die Membran ist mit dem Außenmaterial und dem Innenfutter zu einer Schicht laminiert. Der Stoff wird dadurch etwas fest, wodurch das typische „Rascheln“ einer Hardshell entsteht.

### Gore-Tex Soft Shell
Bei Soft Shell handelt es sich um eine Drei-Lagen-Konstruktion. Das auflaminierte Innenfutter besteht aus einer dünnen Fleece- oder Flanellschicht. Die Hauptvorteile sind ein sehr hoher Tragekomfort durch das weiche Futter sowie das geringere Rascheln gegenüber einer Hardshell. Daneben ist Soft Shell durch das Futter das einzige Gore-Tex-Laminat, das wirklich wärmt. Dadurch ist es jedoch nur für kalte Jahreszeiten wirklich geeignet. Die Atmungsaktivität ist durch die eher dicke Konstruktion etwas eingeschränkt.

### Gore-Tex Active Shell
Durch eine Integration des Innenfutters in die Membran wird eine erhöhte Atmungsaktivität erreicht. Die Membran ist dünner, wodurch sich das Gewicht verringert. Ein weiterer Vorteil ist der höhere Tragekomfort, wenn das Kleidungsstück direkt auf der Haut getragen wird („Next-To-Skin-Komfort“).

### Pflege
Die Poren von Gore-Tex-Bekleidung könnten durch Reste von pulverförmigem Waschmittel verschlossen werden. Deshalb wird empfohlen, Flüssigwaschmittel zu verwenden. Gore-Tex-Bekleidung kann empfindlich auf Wäschetrockner reagieren.

## Andere Verwendungen
In der Medizin werden Gore-Tex-Implantate und Patch-Materialien in der Herz- und Gefäßchirurgie für Gefäßprothesen, bei Bruchsackbildungen (Hernien) und in der Ophthalmochirurgie bei tiefen Hornhautgeschwüren eingesetzt.

## Kritik
Wie für alle Materialien, die halogenierte Kohlenwasserstoffe enthalten, ist auch bei Gore-Tex die Entsorgung problematisch.
Die Eigenschaften von Gore-Tex zeigen sich nur, wenn es außen deutlich kälter oder trockener als in der Kleidung ist, wenn also ein ausreichendes Dampfdruckgefälle besteht. Das ist beispielsweise unter Rucksackgurten oder bei hoher Luftfeuchtigkeit oder -temperatur nicht der Fall.
Vor allem die kurz- und langkettigen Fluor-Kohlenstoffverbindungen sind nachweislich umwelt- und gesundheitsschädlich. Diese können krebserregend und erbgutschädigend sein. Es sollte nach eigenen Angaben bis Ende 2023 auf die langkettigen per- und polyfluorierten Alkylverbindungen (PFAS) verzichtet werden. Dieses Ziel konnte zeitlich nicht eingehalten werden und wurde bis Ende 2025 verschoben. In den darauffolgenden Jahren soll auch auf die kurzkettigen Verbindungen verzichtet werden.